# Meierijstad
Meierijstad is een Nederlandse gemeente, die per 1 januari 2017 werd ingesteld door fusie van drie Oost-Brabantse gemeenten in de regio Meierij: Schijndel (23.624 inwoners), Sint-Oedenrode (17.907 inwoners) en Veghel (38.304 inwoners). De voor deze samenvoeging benodigde herindelingsverkiezing werd gehouden op 23 november 2016. Naar grootte de vierde woonkern is het dorp Erp, dat een zelfstandige gemeente was voor het in 1994 werd samengevoegd met Veghel. 
Naar inwonertal is Meierijstad met 84.304 bewoners de zevende gemeente van Noord-Brabant. In oppervlakte is zij de een na grootste gemeente van de provincie. Het gemeentehuis met het college van B en W en de ambtelijke organisatie bevindt zich aan het Stadhuisplein in Veghel. De raadsvergaderingen van de gemeente vinden plaats in Kasteel Dommelrode, het voormalige gemeentehuis van Sint-Oedenrode.

## Geografie
Topografisch kaartbeeld van de gemeente Meierijstad, september 2022.

### Topografische kenmerken
Met ruim 84.000 inwoners heeft Meierijstad ruim de omvang van een middelgrote stad, maar heeft het niet de structuur van een stadsgemeente. Het grondgebied wordt doorkruist door de autosnelweg A50 en de Zuid-Willemsvaart. De zone tussen Veghel en Schijndel wordt gekenmerkt door verstedelijking en industrialisatie, en beide kernen neigen daarin tot een aaneengeschakelde bebouwing, waardoor ook wel wordt gesproken van een 'twee-eenheid'. De nieuwe gemeente wordt regionaal en landelijk ontsloten dankzij de autosnelweg A50, de N279 en de Zuid-Willemsvaart (opgewaardeerd tot vaarklasse IV). De kernen binnen de nieuwe gemeente zijn verbonden door een stelsel van wegen en fietspaden en er zijn frequente busverbindingen.

### Landschap
Ongeveer de helft van de gemeente Meierijstad behoort tot het Nationaal Landschap Het Groene Woud. Het landschap wordt gevormd door het agrarische populierenlandschap, bossen en moerassen, waaronder het Wijboschbroek, Eerdse Bergen, De Geelders, de Hurkse en Goorse bossen.

### Aangrenzende gemeenten
| Aangrenzende gemeenten | Aangrenzende gemeenten | Aangrenzende gemeenten     | Aangrenzende gemeenten | Aangrenzende gemeenten |
| ---------------------- | ---------------------- | -------------------------- | ---------------------- | ---------------------- |
| Sint-Michielsgestel    |                        | Bernheze                   |                        | Maashorst              |
|                        |                        |                            |                        |                        |
| Boxtel                 | Boekel                 |                            |                        |                        |
|                        | Gemert-Bakel           |                            |                        |                        |
| Best                   |                        | Son en Breugel Nuenen c.a. |                        | Laarbeek               |

## Inwoners

### Woonplaatsen (BAG)
| Woonplaats (BAG) | Inwoners 2023 |
| ---------------- | ------------- |
| Veghel           | 33.895        |
| Schijndel        | 24.030        |
| Sint-Oedenrode   | 18.530        |
| Erp              | 7.260         |

### Kerngebieden
Aantal inwoners per kerngebied op 1 januari 2014:
Bron: CBS

### Gemeentedelen
Aantal inwoners per gemeentedeel op 1 april 2016:
Bron: CBS

## Naam

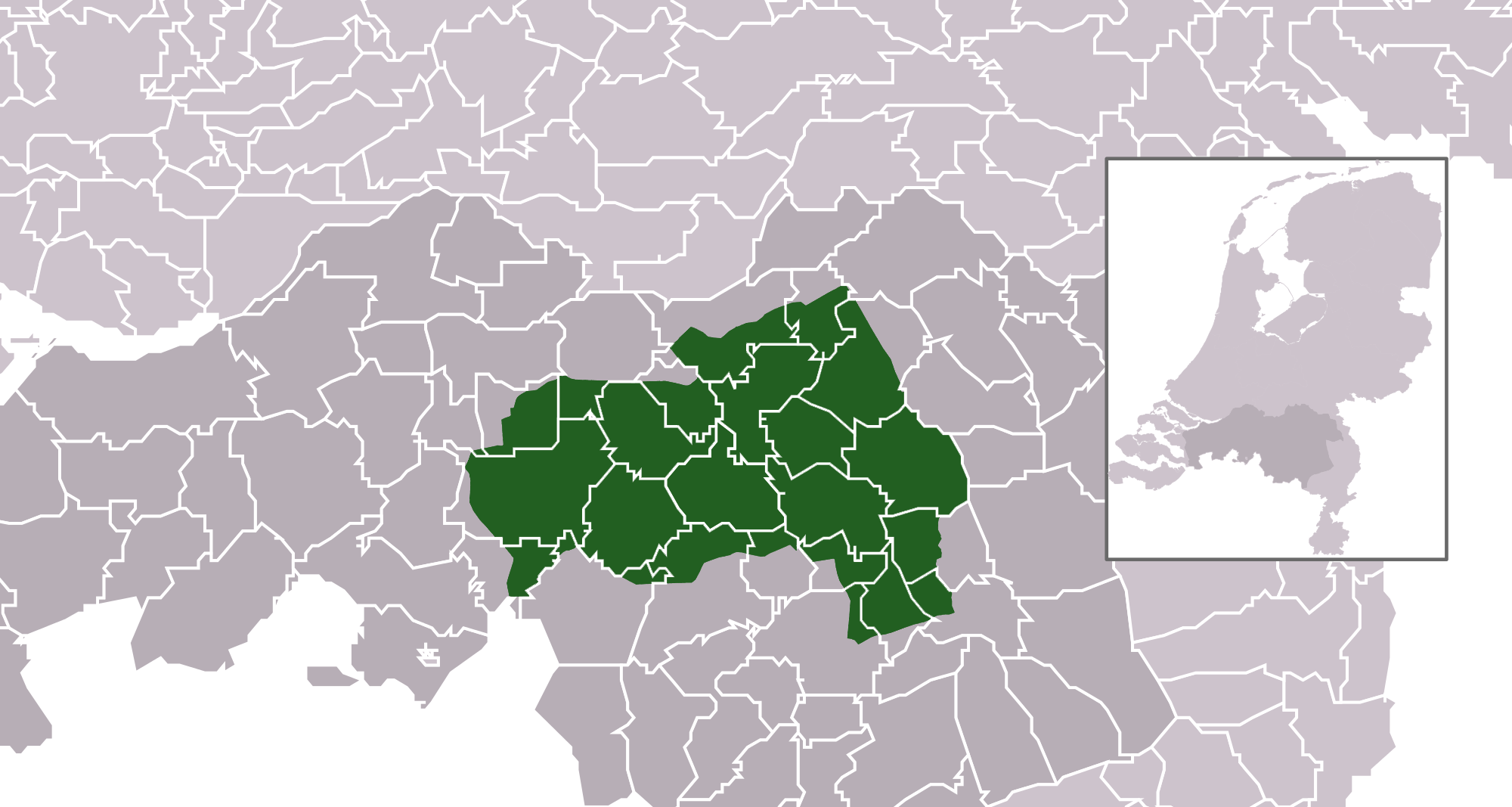
Regio de Meierij volgens de Uitwerking Structuurvisie ruimtelijke ontwikkeling, provincie Noord-Brabant (2011)

De gemeentenaam Meierijstad verwijst naar de Meierij van 's-Hertogenbosch, de regio waarin de fusiegemeente centraal-oostelijk gelegen is. Parel van de Meierij geldt als een bestaande erenaam voor Veghel, en Sint-Oedenrode profileert zichzelf sinds 2000 als het Groene Hart van de Meierij. Sint-Oedenrode bezat in het verleden Vrijheidsrechten (van 1232 tot 1851).

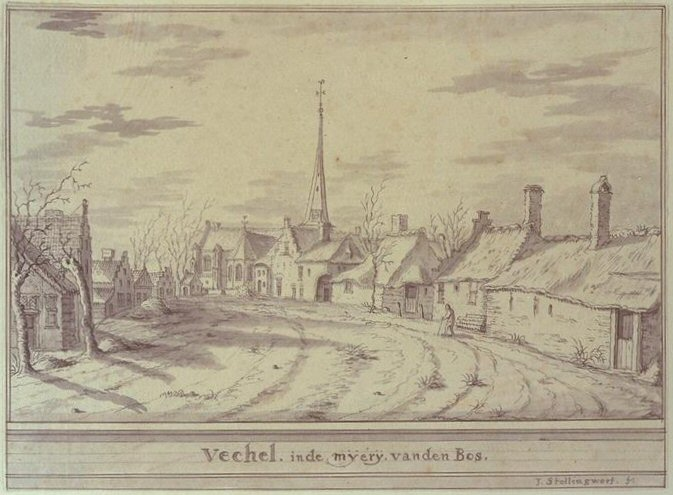
"Vechel in de Myery van Den Bos", 1676

De naamgeving verliep volgens de gebruikelijke procedure. Er werd een lokale adviescommissie ingeschakeld, die onder leiding stond van René Bastiaanse, destijds directeur van het Brabants Historisch Informatie Centrum. Verder bestond de adviescommissie uit leden van de verschillende heemkundekringen, en uit afgevaardigden namens de ondernemers, jeugd en het verenigingsleven uit de drie gemeenten. In totaal werden ruim 600 opties ingezonden door burgers van de drie gemeenten. Hieruit is door de commissie een shortlist gemaakt van drie opties waarop de bevolking uit de toekomstige gemeente een keuze kon maken via een stemming. Een bijzonderheid was, dat de gemeenteraden vooraf aangegeven hadden de winnaar hiervan te accepteren als definitieve naam. De stemming was opengesteld voor alle inwoners van 12 jaar en ouder. Meierijstad kwam als winnaar uit de bus, gevolgd door Land van Rode en Koevering. Kritische kanttekeningen bij alle drie de naamopties zijn geplaatst door de cartograaf Ferjan Ormeling, voorzitter van de Adviescommissie Aardrijkskundige Namen in Nederland (AaniN). Hij wees met name de opties Meierijstad en Land van Rode af.
| Naamoptie     | Stemmen | %  |
| ------------- | ------- | -- |
| Meierijstad   | 2.172   | 42 |
| Land van Rode | 1.621   | 31 |
| Koevering     | 1.423   | 27 |
| Totaal        | 5.216   |    |

## Politiek
De ambtenaren van de gemeente Meierijstad zijn gehuisvest in het voormalige gemeentehuis van Veghel (Stadhuisplein 1), terwijl de commissie- en raadvergaderingen in Kasteel Dommelrode worden gehouden, het voormalige gemeentehuis van Sint-Oedenrode. Ook vinden officiële ontvangsten plaats op de locatie in Sint-Oedenrode.

### Gemeenteraad
In verband met de instelling van de gemeente waren herindelingsverkiezingen voor de gemeenteraad nodig. Zij werden gehouden op 23 november 2016.
De verkiezingsuitslagen sinds 2017 zijn als volgt:
| Partij                      | 2017   | 2022   |
| --------------------------- | ------ | ------ |
| CDA                         | 9      | 7      |
| HIER                        | -      | 5      |
| Lokaal Meierijstad          | -      | 5      |
| VVD                         | 3      | 5      |
| Socialistische Partij (SP)  | 3      | 4      |
| Partij van de Arbeid (PvdA) | 2      | 3      |
| Gemeentebelang Meierijstad  | 1      | 3      |
| Hart voor Schijndel         | 3      | 2      |
| Democraten 66 (D66)         | 1      | 2      |
| Forum voor Democratie       | -      | 1      |
| Team Meierijstad (TEAM)     | 11     | -      |
| blanco lijst                | 2      | -      |
| Totaal                      | 35     | 37     |
| Opkomst                     | 41,10% | 48,16% |

Met ingang van 6 december 2017 is Kees van Rooij (CDA) benoemd tot burgemeester van Meierijstad. Daarvoor was Marcel Fränzel waarnemend burgemeester. Wethouders zijn:
- Jan Goijaarts (CDA)
- Rik Compagne (HIER)
- Jan van Burgsteden (VVD)
- Johan van Gerwen (CDA)
- Menno Roozendaal (PvdA-GroenLinks)

## Monumenten
In de gemeente zijn er een aantal rijksmonumenten, gemeentelijke monumenten, en oorlogsmonumenten, zie:
- Lijst van rijksmonumenten in Meierijstad
- Lijst van gemeentelijke monumenten in Meierijstad
- Lijst van oorlogsmonumenten in Meierijstad
- Lijst van Stolpersteine in Meierijstad